# Bob Sinclar
Bob Sinclar, pseudoniem van Christophe Le Friant (Parijs, 10 mei 1969), is een Franse producer, dj, remixer en mede-eigenaar (met DJ Yellow) van het platenlabel Yellow Productions.

## Biografie
Sinclar begon als dj in 1986, toen hij slechts 18 jaar oud was, gespecialiseerd in funk en hiphop, onder de naam Chris The French Kiss. Zijn eerste club hit was Gym & Tonic, een samenwerking met Thomas Bangalter van Daft Punk, met illegaal genomen stemmen van een Jane Fonda fitness band. 
De naam Bob Sinclar is gebaseerd op een karakter van Philippe de Broca's film Le Magnifique.
Sinclar is bekend vanwege het populair maken van de "Franse smaak" van house, met stevig gebruik van samples en gefilterde disco strings. Zijn nummer Feel for you, een ode aan de Franse musicus Cerrone, van zijn tweede album Champs Elysées, behaalde de negende plaats in de Engelse hitlijst. Op de track Darlin' werkte hij samen met zanger James "D-Train" Williams.
Sinclar heeft ook gewerkt onder verschillende pseudoniemen. Onder de aliases The Mighty Bop en Reminiscence Quartet maakte hij hiphop- en acid jazz-platen. Hij creëerde ook het Africanism All Stars project, waar een aantal artiesten gezamenlijk house muziek produceren in combinatie met latin, jazz, african en tribal smaken.
Zijn grootste succes kwam eind 2005 met de nummer 1-hit Love Generation die hij samen met Gary Pine uitbracht, waarmee hij op nummer 48 van de lijst van succesvolste hits in de Nederlandse Top 40 aller tijden belandde. In de Vlaamse Ultratop 50 stond Love Generation 39 weken lang genoteerd. Alleen Rood van Marco Borsato stond nog langer genoteerd (46 weken) in de geschiedenis van die hitlijst. Na het succes van Love Generation was Bob Sinclar ook nog succesvol met de nummers World, hold on (Children of the sky) en Rock this party (Everybody dance now) (samen met Cutee-B).
In november 2006 kwam de single Tennessee uit, een samenwerking met Farrell Lennon. De daaropvolgende single van Sinclar was What I want, samen met Fireball. En in december 2007 lanceerde hij samen met Steve Edwards de single Together.

## Discografie

### Albums
| Album met eventuele hitnotering(en) in de Nederlandse Album Top 100 | Datum van verschijnen | Datum van binnenkomst | Hoogste positie | Aantal weken | Opmerkingen |
| ------------------------------------------------------------------- | --------------------- | --------------------- | --------------- | ------------ | ----------- |
| Western dream                                                       | 2006                  | 29-04-2006            | 47              | 11           |             |
| Soundz of freedom                                                   | 18-05-2007            | 02-06-2007            | 85              | 3            |             |

| Album met hitnotering(en) in de Vlaamse Ultratop 200 albums | Datum van verschijnen | Datum van binnenkomst | Hoogste positie | Aantal weken | Opmerkingen      |
| ----------------------------------------------------------- | --------------------- | --------------------- | --------------- | ------------ | ---------------- |
| In the house                                                | 2005                  | 24-09-2005            | 70              | 7            |                  |
| Western dream                                               | 2006                  | 22-04-2006            | 10              | 26           |                  |
| Soundz of freedom                                           | 2007                  | 26-05-2007            | 22              | 14           |                  |
| Live at the playboy mansion                                 | 2007                  | 06-10-2007            | 79              | 4            |                  |
| Born in 69                                                  | 2009                  | 16-05-2009            | 41              | 7            |                  |
| Made in Jamaïca                                             | 12-04-2010            | 24-04-2010            | 84              | 2            | met Sly & Robbie |
| Disco crash                                                 | 20-02-2012            | 25-02-2012            | 30              | 5            |                  |
| Paris by night (A Parisian musical experience)              | 2013                  | -                     | -               | -            |                  |

### Singles
| Single met eventuele hitnotering(en) in de Nederlandse Top 40 | Datum van verschijnen | Datum van binnenkomst | Hoogste positie | Aantal weken | Opmerkingen                                                                                        |
| ------------------------------------------------------------- | --------------------- | --------------------- | --------------- | ------------ | -------------------------------------------------------------------------------------------------- |
| Ultimate funk                                                 | 1998                  | -                     |                 |              | Nr. 83 in de Mega Top 100                                                                          |
| The beat goes on                                              | 2003                  | -                     |                 |              | Nr. 92 in de Single Top 100                                                                        |
| Kiss my eyes                                                  | 2003                  | 05-07-2003            | tip11           | -            | Nr. 79 in de Single Top 100                                                                        |
| Love generation                                               | 2005                  | 15-10-2005            | 2               | 25           | met Goleo VI & Gary "Nesta" Pine / Nr. 3 in de Single Top 100 / Dancesmash op Radio 538            |
| World, hold on (Children of the sky)                          | 2006                  | 22-04-2006            | 5               | 16           | met Steve Edwards / Nr. 8 in de Single Top 100 / Nr. 6 in de Mega Top 50 / Dancesmash op Radio 538 |
| Rock this party (Everybody dance now)                         | 2006                  | 09-09-2006            | 9               | 12           | met Cutee-B, Dollarman & Big Ali & Makedah / Nr. 12 in de Single Top 100 / Dancesmash op Radio 538 |
| Sound of freedom                                              | 2007                  | 19-05-2007            | 11              | 9            | met Cutee-B, Gary "Nesta" Pine & Dollarman / Nr. 9 in de Single Top 100                            |
| Rock this party (DJ W4cko remix)                              | 2007                  | -                     |                 |              | met Cutee-B, Dollarman & Big Ali / Nr. 69 in de Single Top 100                                     |
| What I want                                                   | 2007                  | 01-09-2007            | 7               | 7            | met Fireball / Nr. 8 in de Single Top 100                                                          |
| Together                                                      | 2007                  | 08-12-2007            | 7               | 12           | met Steve Edwards / Nr. 17 in de Single Top 100                                                    |
| What a wonderful world                                        | 2008                  | 30-08-2008            | 18              | 5            | met Axwell & Ron Carroll / Nr. 14 in de Single Top 100                                             |
| Lala song                                                     | 2009                  | 09-05-2009            | 5               | 11           | met Hendogg, Master Gee & Wonder Mike van de Sugarhill Gang / Nr. 7 in de Single Top 100           |
| Love you no more                                              | 2009                  | 08-08-2009            | tip3            | -            | met Shabba Ranks / Nr. 56 in de Single Top 100                                                     |
| Peace song                                                    | 2009                  | -                     |                 |              | met Steve Edwards / Nr. 79 in de Single Top 100                                                    |
| New new new                                                   | 2009                  | 19-12-2009            | tip9            | -            | met Vybrate, Queen Ifrica & Makedah / Nr. 57 in de Single Top 100                                  |
| I wanna                                                       | 2010                  | -                     |                 |              | met Sahara & Shaggy / Nr. 84 in de Single Top 100                                                  |
| Tik tok                                                       | 2010                  | 06-11-2010            | tip4            | -            | met Sean Paul / Nr. 50 in de Single Top 100                                                        |
| Far l'amore                                                   | 11-04-2011            | 14-05-2011            | 27              | 7            | met Raffaella Carrà / Nr. 16 in de Single Top 100                                                  |
| Rock the boat                                                 | 09-01-2012            | 07-04-2012            | 33              | 3            | met Pitbull, Dragonfly & Fatman Scoop / Nr. 47 in de Single Top 100                                |
| Someone who needs me                                          | 2016                  | 18-06-2016            | tip1            | -            | Nr. 83 in de Single Top 100                                                                        |
| Electrico romantico                                           | 2019                  | 26-01-2019            | tip16           | -            | met Robbie Williams                                                                                |

| Single met hitnotering(en) in de Vlaamse Ultratop 50 | Datum van verschijnen | Datum van binnenkomst | Hoogste positie | Aantal weken | Opmerkingen                                                                              |
| ---------------------------------------------------- | --------------------- | --------------------- | --------------- | ------------ | ---------------------------------------------------------------------------------------- |
| I feel for you                                       | 2000                  | 19-08-2000            | tip3            | -            |                                                                                          |
| Darlin'                                              | 2001                  | 31-03-2001            | tip18           | -            | met Cutee B. & James "D-Train" Williams                                                  |
| Save our soul                                        | 2002                  | 26-01-2002            | tip4            | -            |                                                                                          |
| The beat goes on                                     | 2003                  | 25-01-2003            | 25              | 8            | Nr. 19 in de Radio 2 Top 30                                                              |
| Kiss my eyes                                         | 2003                  | 21-06-2003            | 17              | 14           | Nr. 11 in de Radio 2 Top 30                                                              |
| Love generation                                      | 2005                  | 24-09-2005            | 1(8wk)          | 39           | met Goleo VI & Gary "Nesta" Pine / Nr. 1 in de Radio 2 Top 30                            |
| World, hold on (Children of the sky)                 | 2006                  | 22-04-2006            | 3               | 18           | met Steve Edwards / Nr. 3 in de Radio 2 Top 30                                           |
| Rock this party (Everybody dance now)                | 2006                  | 26-08-2006            | 1(4wk)          | 25           | met Cutee-B, Dollarman & Big Ali & Makedah / Nr. 2 in de Radio 2 Top 30                  |
| Tennessee                                            | 2007                  | 17-03-2007            | 25              | 13           | met Farrell Lennon                                                                       |
| Sound of freedom                                     | 2007                  | 19-05-2007            | 9               | 16           | met Cutee-B, Gary "Nesta" Pine & Dollarman / Nr. 24 in de Radio 2 Top 30                 |
| What I want                                          | 2007                  | 08-09-2007            | 8               | 15           | met Fireball                                                                             |
| Together                                             | 2007                  | 01-12-2007            | 21              | 13           | met Steve Edwards / Nr. 19 in de Radio 2 Top 30                                          |
| What a wonderful world                               | 2008                  | 13-09-2008            | tip9            | -            | met Axwell & Ron Carrol                                                                  |
| Lala song                                            | 2009                  | 25-04-2009            | 9               | 12           | met Hendogg, Master Gee & Wonder Mike van de Sugarhill Gang / Nr. 3 in de Radio 2 Top 30 |
| Love you no more                                     | 2009                  | 15-08-2009            | 34              | 4            | met Shabba Ranks                                                                         |
| Peace song                                           | 2009                  | 12-12-2009            | tip21           | -            | met Steve Edwards                                                                        |
| New new new                                          | 2009                  | 19-12-2009            | tip3            | -            | met Vybrate, Queen Ifrica & Makedah                                                      |
| I wanna                                              | 2010                  | 17-04-2010            | 24              | 10           | met Sahara & Shaggy / Nr. 4 in de Radio 2 Top 30                                         |
| Rainbow of love                                      | 2010                  | 28-08-2010            | tip10           | -            | met Ben Onono                                                                            |
| Tik tok                                              | 2010                  | 27-11-2010            | 18              | 10           | met Sean Paul                                                                            |
| Far l'amore                                          | 2011                  | 16-04-2011            | 15              | 13           | met Raffaella Carrà / Nr. 10 in de Radio 2 Top 30                                        |
| Me not a gangsta                                     | 2011                  | 17-12-2011            | tip34           | -            | met Mister Shammi & Colonel Reyel                                                        |
| Rock the boat                                        | 2012                  | 04-02-2012            | 15              | 10           | met Pitbull, Dragonfly & Fatman Scoop                                                    |
| F*** with you                                        | 2012                  | 26-05-2012            | 35              | 1            | met Sophie Ellis-Bextor & Gilbere Forte                                                  |
| Groupie                                              | 2012                  | 01-09-2012            | tip40           | -            |                                                                                          |
| Summer moonlight                                     | 2013                  | 08-06-2013            | 35              | 6            |                                                                                          |
| Cinderella (She said her name)                       | 2013                  | 02-11-2013            | tip26           | -            |                                                                                          |
| I want you                                           | 2014                  | 03-01-2015            | tip20           | -            | met CeCe Rogers                                                                          |
| Feel the vibe                                        | 2015                  | 25-04-2015            | tip45           | -            | met Dawn Tallman                                                                         |
| Someone who needs me                                 | 2016                  | 25-06-2016            | 49              | 2            |                                                                                          |
| Burning                                              | 2016                  | 22-10-2016            | tip             | -            | met Daddy's Groove                                                                       |
| Til the sun rise up                                  | 2017                  | 16-09-2017            | tip             | -            | met Akon                                                                                 |
| Turn me on                                           | 2018                  | 28-04-2018            | tip             | -            | met Mani Lapussh                                                                         |
| I believe                                            | 2018                  | 16-06-2018            | tip16           | -            | met Tonino Speciale                                                                      |
| Electrico romantico                                  | 2019                  | 26-01-2019            | tip20           | -            | met Robbie Williams                                                                      |
| Romantico starlight                                  | 2019                  | 11-05-2019            | tip             | -            | met Robbie Williams & The Supermen Lovers                                                |

## Prijzen
Erkenning voor zijn werk kreeg Bob Sinclar onder meer op 14 oktober 2006 met de Belgische TMF Award Best Dance International. Hij werd verkozen uit een selectie met onder andere Tiësto.

## Trivia
- Een fout die vaak wordt gemaakt is dat veel mensen Bob Sinclair zeggen, in plaats van Bob Sinclar. Er bestaat echter wel een Bob Sinclair, een Amerikaanse singer-songwriter.
- Sinclar heeft in al zijn videoclips een cameo. In de clip van Kiss my eyes hangt zijn portret aan de muur, in Love Generation is hij de zwaaiende buur, in Rock this party de man die aanbelt. In What I want is hij de 'Baywatchman' en in World, hold on de speelgoed-DJ achter een pak chocoladekoekjes.
- In de videoclip van het lied Hello van Martin Solveig is Bob Sinclar diens tegenstander in een tenniswedstrijd in het toernooi Roland Garros.